# ローゼンガルト・コレクション

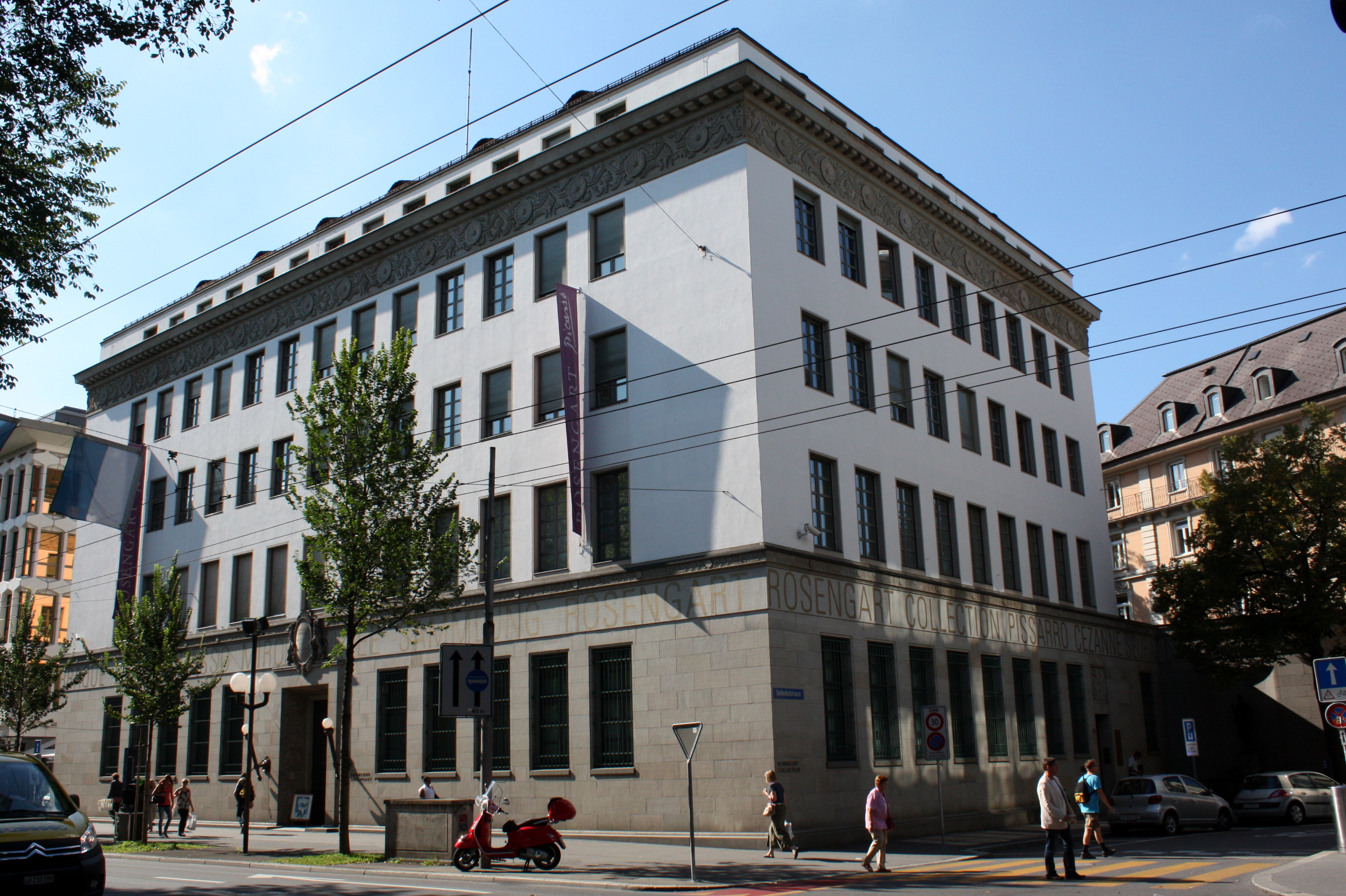
ローゼンガルト・コレクション

ローゼンガルト・コレクション (Sammlung Rosengart) は、スイス、ルツェルン州、ルツェルン市内にある美術館である。アートディーラーとして数多くの画家と親交を持ったローゼンガルト父娘が収集した貴重なコレクションが展示されている。特にパウル・クレーとパブロ・ピカソの作品が充実している。ピカソ美術館としてルツェルン市内の別の場所で公開していた作品は、2008年からここに移管された。
クレー、ピカソの他に、シャガール、カディンスキー、マティス、モネ、ピサロ、ユトリロなど20人以上の著名な画家の作品も収蔵、展示している。コレクションは、ピカソとの親交が深かったローゼンガルト家からルツェルン市に寄贈されたもの。